# Иван Червенков
Иван Йовков Червенков е български политик и лекар-анестезиолог от ГЕРБ. Народен представител от ГЕРБ в XLVII и XLVIII народно събрание.

## Биография
Иван Червенков е роден на 23 октомври 1962 г. в град Асеновград, Народна република България. През 1988 г. завършва специалност „Медицина“ в Медицински университет – Пловдив, по-късно придобива магистърска степен по здравен мениджмънт в МУ – Пловдив и публична администрация в ПУ „Паисий Хилендарски“.
В периода от 1988 до 2000 г. работи като лекар-ординатор в ОАРИЛ на Общинска болница – Асеновград. През 1994 г. придобива специалност „Анестезиология и интензивно лечение“. От 2000 до 2004 г. е началник на ОАИЛ към „МБАЛ Асеновград“ ЕООД, а от 2004 до 2021 г. е директор на МБАЛ Асеновград.